# Ole Holck

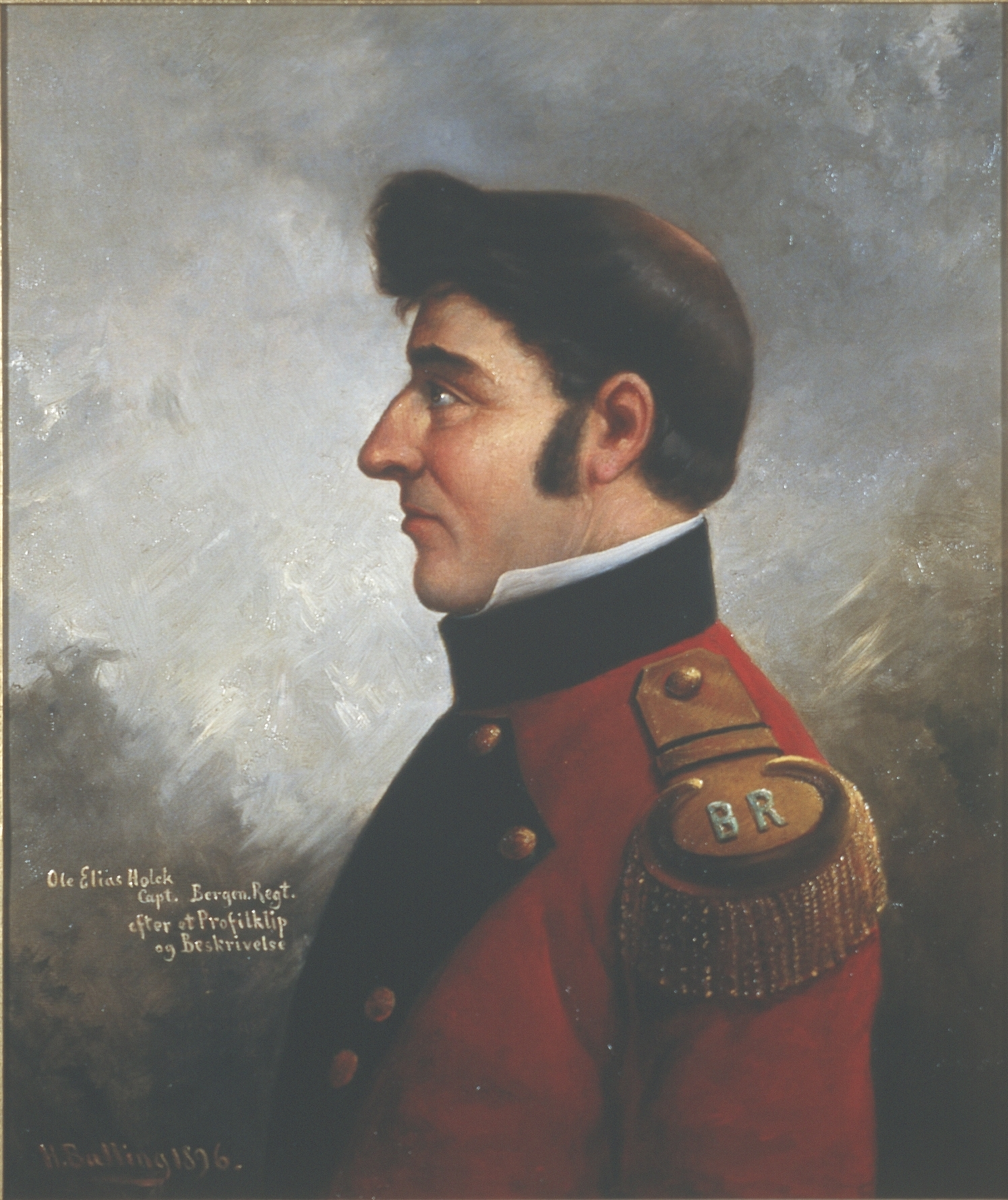
Ole Elias Holck.

Ole Elias Holck, född den 6 januari 1774 i Eivindvik, död den 14 juli 1842 på Alværn i Lavik, var en norsk officer och politiker.
Han blev 1789 anställd vid Bergenhusiske Regiment, där han sedan tjänstgjorde till 1818, med endast ett kort avbrott i Köpenhamn. År 1818 blev han chef för Søndfjordske Musketerkorps, 1828 överste och 1834 generaladjutant. År 1841 fick han avsked och dog följande år. År 1814 var Holck vald representant för sitt regemente vid riksförsamlingen på Eidsvoll, där han slöt sig till Kristian Fredriks parti, något han visade redan vid behandlingen av det första utkastet till konstitution den 16 april. Senare representerade han Nordre Bergenhus Amt på Stortingen 1818, 1824 och 1839 och var 1818 medlem av Stortingets deputation till Karl Johans svenska kröning.